# Andrés Segovia
Andrés Segovia, primeiro Marquês de Salobreña (Linares, Espanha, 21 de fevereiro de 1893 — Madrid, 2 de junho de 1987) foi um violonista espanhol. Considerado o pai do violão erudito moderno pela maioria dos estudiosos de música, muitos diziam que ele "resgatou o violão das mãos dos ciganos flamencos" e construiu um repertório clássico para dar lugar ao instrumento em salas de concerto. Muitos compositores fizeram obras especificamente para ele como Turina, Villa-Lobos, Castelnuovo-Tedesco e Pedrell. Pablo Casals foi um grande admirador e apoiador de Segovia.

## O início
A introdução de Segovia ao violão foi aos quatro anos de idade. Quando era pequenino, o seu tio entoava-lhe canções enquanto ele tocava um violão imaginário. Isso incitou Segovia a elevar o violão para o status do piano e do violino. Em particular, ele queria que o violão fosse tocado e estudado em todos os países e universidades do mundo, e passar o seu amor por ela para as gerações futuras.
A primeira apresentação de Segovia foi na Espanha, quando tinha 16 anos. Poucos anos depois, fez o seu primeiro concerto profissional em Madrid, tocando transcrições de Francisco Tárrega e algumas obras de Bach, que ele próprio transcreveu e arranjou.
A sua primeira turnê foi pela América do Sul em 1916. Em 1924, apresentou-se em Paris e em Londres. Seguiu depois por várias outras cidades na Europa e na Rússia.
Embora não fosse aprovado pela família, ele prosseguiu os estudos em violão. A sua técnica diferencia-se das técnicas de Tárrega e dos seus sucessores, como Emilio Pujol. Como Miguel Llobet (que pode ter sido seu professor por um curto período), Segovia atacava as cordas com uma combinação da unha com a carne da ponta dos dedos, produzindo um som mais preciso do que os seus contemporâneos. Com esta técnica, foi possível criar uma paleta de timbres maior, em comparação com o uso da carne ou das unhas sozinhas.
Muitos músicos proeminentes acreditaram que o violão de Segovia não seria aceito pela comunidade da música erudita, porque nas suas mentes, o violão não poderia ser usado para música erudita. Apesar disso, a excelente técnica de Segovia e o seu toque único atordoavam plateias. Consequentemente, o violão não foi mais visto estritamente como um instrumento popular, mas sim como um instrumento apto para tocar música erudita.

## O auge
Como progredia na sua carreira e tocava para audiências cada vez maiores, Segovia constatou que os violões existentes não eram suficientes para tocar em grandes salas de concerto, porque não conseguiam produzir volume de som suficiente. Isso estimulou-o a procurar inovações tecnológicas que poderiam melhorar a amplificação natural do violão. Trabalhando a par com o luthier Hermann Hauser, ajudou na construção da que hoje é conhecida como violão clássico, de melhores madeiras e cordas de nylon. O formato do violão também foi mudado para melhorar a acústica. O novo violão podia produzir notas com maior volume sonoro do que os modelos anteriores, usados em Espanha e noutras partes do mundo, embora fosse ainda baseado no modelo básico desenvolvido por Antonio Torres quase 50 anos antes de Segovia nascer. Depois de uma viagem de Segovia pelos Estados Unidos em 1928, Heitor Villa-Lobos compôs e dedicou-lhe os "12 Estudos". Segovia também transcreveu muitas peças eruditas e reescreveu obras transcritas por outros (como Tárrega). Muitos guitarristas nas Américas, entretanto, já tinham tocado as mesmas obras antes de Segovia chegar.
Em 1935, fez a estreia da "Chaconne" de J. S. Bach, uma peça difícil para qualquer instrumento (original para violino solo). Mudou-se para Montevidéu, fazendo muitos concertos na América do Sul nas décadas de 30 e 40. Depois da II Guerra, Segovia começou a gravar mais frequentemente e a fazer digressões regulares pela Europa e EUA, uma agenda que ele manteria pelos 30 anos seguintes da sua vida.

## Reconhecimento
Segovia ganhou o prémio Grammy pelo Melhor Trabalho Erudito - Instrumental em 1958, pela sua gravação Segovia Golden Jubilee.
Em reconhecimento à sua enorme contribuição cultural, foi elevado para a nobreza espanhola em 1981, com o título de Marquês de Salobreña.
Andrés Segovia continuou a apresentar-se já idoso e viveu uma semirreforma durante os anos 70 e 80 na Costa del Sol. Dois filmes foram feitos sobre a sua vida e obra - um quando tinha 75 anos e outro 9 anos depois. Estão disponíveis no DVD Andres Segovia - in Portrait.

## Influência
Segovia teve muitos alunos durante a sua carreira, incluindo alguns violonistas hoje famosos como Steve Hackett, John Williams, Rouland Solarese, Eliot Fisk, Oscar Ghiglia, Charlie Byrd, Christopher Parkening, Michael Lorimer, Michael Chapdelaine, Virginia Luque e Alirio Diaz. Muitos outros violonistas, como Lily Afshar, foram também influenciados pelas históricas master-classes. Estes alunos, entre muitos outros, carregam a tradição de Segovia de expandir a presença, o repertório e o reconhecimento do violão.
Morreu em Madrid, vítima de ataque cardíaco, aos 94 anos, tendo completado o desejo de transformar a guitarra (outrora um instrumento de dança cigana) num instrumento de concerto.